# Colombia (Kolumbia)
Colombia – miasto w Kolumbii, w departamencie Huila.